# Il rito (film 1969)
Il rito (titolo originale svedese: Riten) è un film per la televisione del 1969, diretto da Ingmar Bergman.

## Trama
Il film è diviso in nove scene girate in bianco e nero e solamente in interni.

### Scena I (Una stanza per gli interrogatori)
Il fascicolo che il giudice Abrahmsson sta esaminando riguarda un'accusa di oscenità fatta nei confronti di tre attori comici chiamati "Les riens" ( "I niente") e porta la data del 13 marzo 1968, informando così gli spettatori che la vicenda è contemporanea al film che si sta girando.

Il giudice fa chiamare il capocomico Hans Winkelmann, la moglie Thea von Ritt e l'amante Sebastian Fischer che accoglie con cordialità. Prima di iniziare le domande offre loro da bere mentre in lontananza si odono rumori di tuoni che annunciano l'arrivo di un temporale.

### Scena II (Una camera d'albergo)
Thea e Sebastian hanno dormito insieme e al risveglio iniziano a discutere e Thea fa scene di gelosia, ma poi si baciano e si accarezzano. Si sente bussare alla porta, ma loro non vanno ad aprire e rimangono a raccontarsi i loro sogni. Thea dice a Sebastian che non riesce a soddisfarla sessualmente e lui fantastica di dar fuoco al letto con i fiammiferi.

### Scena III (Una stanza per gli interrogatori)
Sebastian viene interrogato dal giudice che gli pone davanti i suoi cattivi precedenti ma Sebastian lo insulta accusandolo di essere sporco, di emanare cattivo odore e soprattutto di essere falso. Alla fine si vanta di essere ateo e di non aver timore di nessuno.

### Scena IV (Un confessionale)
Si vede il giudice che entra in un confessionale e dice al prete che non vuole confessarsi ma che ha bisogno di parlare con qualcuno perché il suo cuore è pieno di angoscia anche se c'è ancora un po' di speranza. Si ode intanto venire da lontano il suono di una campana e il giudice è assalito da paurosi ricordi dell'infanzia.

### Scena V (Una stanza per gli interrogatori)
Hans, interrogato dal giudice, esterna la sua amarezza per lo squallido rapporto a tre e gli chiede, cercando di corromperlo, di dispensare la donna dall'interrogatorio vista la sua labilità psichica. Viene rimproverato aspramente dal giudice.

### Scena VI (Camerino di un teatro di varietà)
Appare Thea, vestita da clown, che beve terrorizzata per l'interrogatorio che deve subire mentre Hans la consola.

### Scena VII (Una stanza per gli interrogatori)
Thea viene interrogata dal giudice che all'inizio è cortese e le offre anche del brandy, ma in seguito la tratta rudemente accusandola di non essere sincera e alla fine, dopo averla baciata, ne abusa, mentre la donna si lascia andare ad una crisi isterica.

### Scena VIII (Un bar)
Hans e Sebastian conversano tranquillamente. La loro tournée è stata sospesa a causa della guerra scoppiata in Medio Oriente e rimane solo la possibilità di fare alcuni spettacoli in Italia. Poi Hans dice a Sebastian che non gli presterà più denaro e gli dà consigli su come appagare sessualmente Thea.

### Scena IX (Una stanza per gli interrogatori)
Davanti al giudice i tre attori preparano la pantomima intitolata "Il rito" e Thea lo ringrazia per i fiori che le ha inviato. Gli attori si tolgono i mantelli e indossano le maschere mentre Thea rimane a seno nudo. Durante la rappresentazione il giudice ha una crisi di sconforto e viene schiaffeggiato da Sebastian, poi, dopo aver confessato che nella sua professione "c'è smania di crudeltà", muore colpito da un infarto.  Si sente una voce fuori campo che dice che gli attori vennero condannati a pagare una multa e, dopo aver lasciato numerose interviste, lasciarono il Paese per andare in vacanza e non vi ritornarono mai più.

## Analisi del film
Il film riprende temi kafkiani e dà la possibilità a Bergman di rappresentare in forma grottesca coloro che censurarono le sue opere oltre ad approfondire il suo pensiero sul mestiere di attore, sull'arte, sul concetto di libertà.
I personaggi sono, come spesso in altri film del regista, quattro senza considerare il quinto, il prete, che non parla. La prima delle nove scene e l'ultima, la nona, sono interpretare da tutti e quattro, mentre nelle altre sei i personaggi si ritrovano a due a due.  Sono tutti personaggi negativi ma il peggiore è il giudice che malgrado la sua professione non è privo di peccati e reati e su di lui cade l'ironia di Bergman.
L'opera, assai stimolante dal punto di vista della forma, richiama i simboli dei precedenti film e si snoda attraverso una narrazione agile condotta tra due personaggi.
A suo tempo Il rito venne inscritto tra le ultime opere di Bergman, considerate minori rispetto a tutto il lavoro del regista. In ogni caso la tematica che affronta è propriamente bergmaniana ovvero «il problema di cosa sia l'arte, quindi la sua stessa attività, che rimane ossessivo nella sua mente. (...) per Bergman l'arte è qualcosa al di sopra delle parti fuori dalla logica del bene e del male, è sfuggita alla religione, ma anche alla storia, agli uomini con le loro ragioni e le loro parti, (...)», uomini che a loro volta non hanno tempo «di fermarsi a riflettere sulle manie, anche se ben fatte,  di chi resta nel suo eremo, fuori dal mondo».

## Produzione
Location: negli studi Filmstaden, Stoccolma; dal 13 maggio al 20 giugno 1967.

## Titoli con cui è stato distribuito
- Riitti, Finlandia
- Le rite, Francia
- El rito prohibido, Argentina
- O Rito, Brasile
- Ritualerne, Danimarca
- Der Ritus, Germania Ovest
- The Rite, (non definito)
- The Ritual, (non definito)
- Oi Tipotenioi, Grecia
- El rito, Spagna
- Rítus, Ungheria